# Нокаут
Нокаут е термин от бойните спортове.
Означава състояние, в което единият от противниците е повален на земята и не може да се изправи със собствени сили в определеното от съдията време. Примерно, при боксов мач, съдията отброява до 10 и ако състезателят не успее да се изправи (след удар на противника), се обявява нокаут и победа.
Съществува още технически нокаут, когато реферът обявява победител поради невъзможност на единия състезател да продължи двубоя. Причината може да е тежка контузия, невъзможност да се концентрира или да се държи на крака.